# Castleton Knight
Castleton Knight (* 9. August 1894 in Bromley, Kent; † 3. April 1970 in Battle, East Sussex) war ein britischer Filmproduzent und Filmregisseur.

## Karriere
Knights Karriere im Filmgeschäft begann im Jahr 1925 als Filmproduzent bei dem Kurzfilm Memories. Sein Regiedebüt gab er 1927 bei dem Kurzfilm Prelude, wofür er das Drehbuch verfasste und auch vor der Kamera zu sehen war. In den 1930er Jahren war er als Regisseur neben Kurz- auch an Spielfilmen beteiligt, bevor er als Filmproduzent in den 1940er Jahren bei Dokumentarfilmen über die britische Krone mitwirkte. So betreute er die Dokumentarfilme die von der Hochzeit, Krönung und 6-monatigen Weltreise von Elisabeth II. sowie einer Dokumentation über die Integration Neuseelands in Commonwealth Realm handelten.
Für Knights Beteiligung am Dokumentarfilm Eine Königin wird gekrönt erhielt er bei der Oscarverleihung 1954 eine Oscarnominierung in der Kategorie „Bester Dokumentarfilm“. Im Jahr 1958 setzte er sich zur Ruhe.

## Filmografie (Auswahl)
- 1925: Memories (Kurzfilm)
- 1929: Der Schottland-Express (The Flying Scotsman)
- 1948: The Royal Wedding Presents (Dokumentarfilm)
- 1953: Eine Königin wird gekrönt (A Queen Is Crowned, Dokumentarfilm)
- 1954: Eine Königin reist um die Welt (A Queen’s World Tour, Dokumentarfilm)
- 1954: Royal New Zealand Journey (Dokumentarfilm)